# آیباسان‌لی بالا
آیباسان‌لی بالا (ترکی آذربایجانی: Yuxarı Aybasanlı) یک منطقهٔ مسکونی در جمهوری آرتساخ است که در استان هادروت واقع شده‌است.